# Hale (Cheshire)
Hale is een civil parish in het bestuurlijke gebied Halton, in het ceremoniële graafschap Cheshire met 1841 inwoners.